# Ferrari 166 MM Berlinetta Le Mans

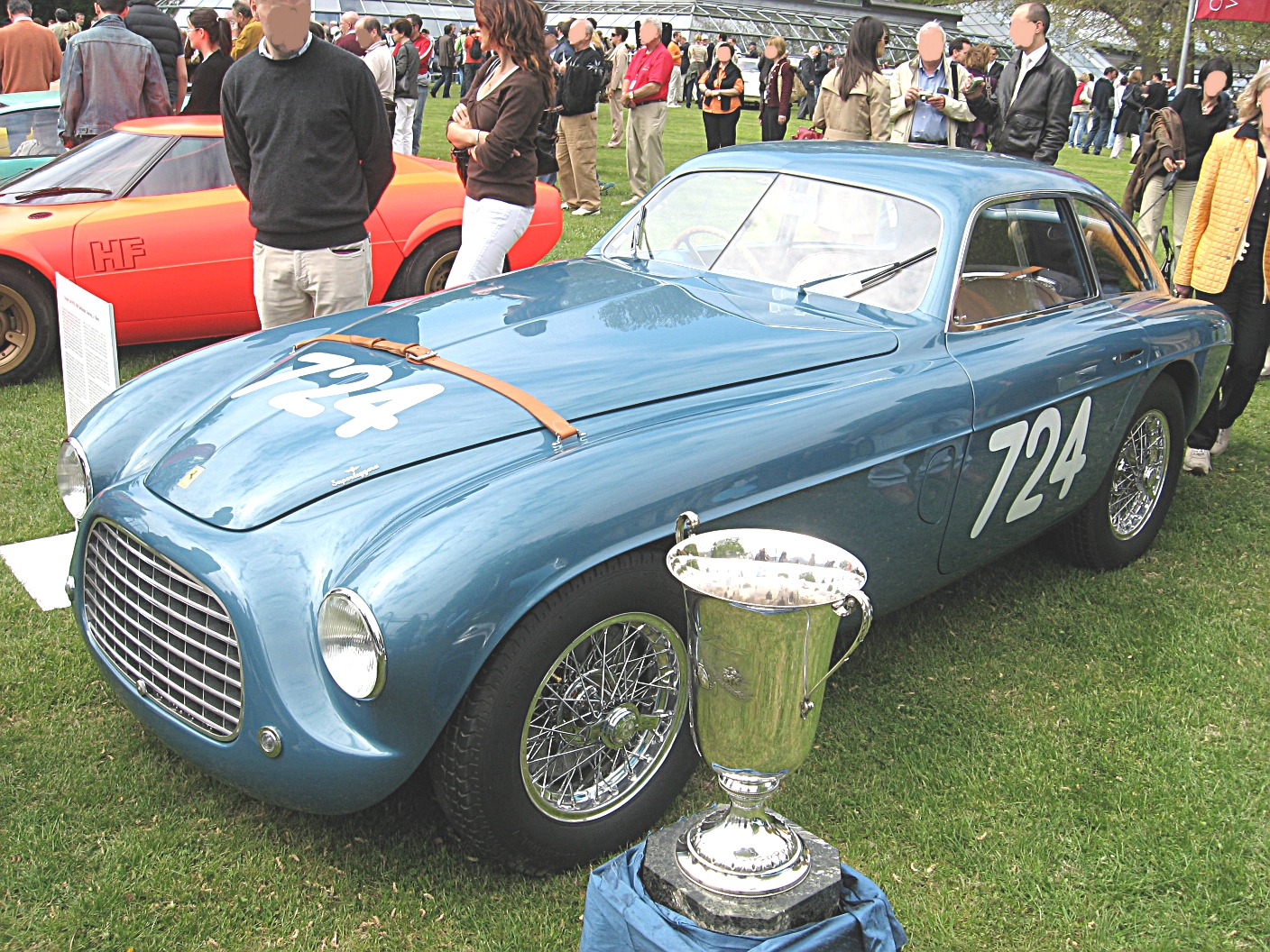
Ferrari 166 MM/195 S Berlinetta Touring.

La Ferrari 166 MM Berlinetta Le Mans était une voiture de course produite en 1950 par Ferrari, avec seulement six exemplaires fabriqués. Conçue comme une évolution de la Ferrari 166 MM Barchetta, cette berlinette était légèrement plus lourde mais optimisée pour les courses d'endurance et les épreuves à grande vitesse, notamment les 24 Heures du Mans .
Malgré ces améliorations, les deux exemplaires engagés aux 24 Heures du Mans 1950 ne réussirent pas à terminer la course.

## Spécifications
La Ferrari 166 MM Berlinetta reposait sur le même châssis que la Ferrari 166 Barchetta. Sa carrosserie, entièrement en aluminium, était fabriquée par Superleggera. Cette conception de châssis, développée en 1937 par Anderloni, reposait sur une structure en acier composée de tubes de petit diamètre soudés au gaz, formant ainsi un squelette robuste fixé à la voiture.
La suspension avant était indépendante, avec un ressort à lames transversal, tandis que l’arrière disposait d’un essieu rigide avec des ressorts à lames. De grands freins à tambour équipaient les roues, améliorant ainsi la puissance de freinage, une caractéristique que Ferrari conservera pendant plusieurs années.
Un exemplaire mis à jour avec la spécification "195 S" bénéficiait d'une augmentation de puissance, passant de 140 à 170 chevaux. La Berlinetta, conçue comme un coupé fastback à deux portes, était dotée d’un moteur V12 à quatre temps à allumage commandé. Comme toutes les autres 166, elle était équipée de trois carburateurs et d’une propulsion arrière.
Elle disposait d’une boîte manuelle à cinq rapports et pouvait atteindre une vitesse maximale de 189 km/h, avec une accélération de 0 à 100 km/h en 8,5 secondes.

## Histoire
Parmi les 166 Berlinetta récentes qui ont été vendues aux enchères ou présentées dans des magazines, on trouve :

### Châssis 0066M
Le châssis numéro 0066M était équipé du moteur portant le même numéro. Achevée le 14 juin 1949, la voiture fut achetée directement à l’usine par Anteo Allazetta, originaire de Trieste. Initialement dotée d’un seul carburateur, elle fut modifiée en 1950 pour recevoir trois carburateurs, à l’image des autres Berlinetta 166 MM, afin de pouvoir concourir en compétition.
Allazetta engagea la voiture dans la course de montagne Trieste-Opicina le 21 juin 1953, où elle se classa première de sa catégorie et quatrième au classement général. Le 12 juillet de la même année, elle participa à la Coppa d'Oro Dolomiti, terminant deuxième de sa catégorie et cinquième au général. Lors d’une nouvelle participation à la course de montagne Trieste-Opicina, elle se classa quatrième de sa catégorie et cinquième au général.
En 1958, la 166 MM Berlinetta n° 0066M fut vendue à David Francis Leopold aux États-Unis. Un an plus tard, elle passa entre les mains de George Smith, de Cincinnati (Ohio), puis fut revendue en 1961 à Donald Williams. Par la suite, Fred Leydorf en fit l’acquisition et entreprit une restauration complète, incluant la reconstruction du moteur.
En 1972, la voiture fut vendue à John R. Bond, en Californie, et apparut en couverture du magazine Road & Track à la fin des années 1970. En 1984, elle fut achetée par Tohru Horinouchi, qui l’importa à Yokohama, au Japon, où elle subit une nouvelle restauration approfondie durant quatre ans.
Enfin, la Ferrari 166 MM Berlinetta fut mise aux enchères par Gooding & Company à Pebble Beach, en Californie, où elle fut adjugée pour 2 200 000 dollars en 2008.

### Châssis 020I
Le châssis numéro 020I fut conçu par Gioachino Colombo, alors ingénieur en chef de Ferrari. Il s'agissait de l’un des premiers véhicules à arborer officiellement le nom « Ferrari ».
Pilotée par Franco Cortese, la voiture se montrait particulièrement performante sur les circuits sinueux. Elle remporta son premier Grand Prix à Rome, suivi d’une deuxième victoire à Verceil. Cependant, elle subit des dommages lors d’une course aux thermes de Caracalla, l’empêchant temporairement de concourir.
Après avoir été réparée, la 020I fit son retour en compétition avec le légendaire Tazio Nuvolari au volant. Il s’imposa sur le circuit de Forlì ainsi qu’à la Coupe Luigi Arcangeli de Parme.
La voiture fut de nouveau accidentée lors d’essais et reçut à cette occasion une nouvelle carrosserie ainsi qu’un nouveau moteur. À l’origine, son numéro de châssis était « 02C », mais une confusion typographique transforma le « C » en un « O », auquel fut ajouté un « I », donnant naissance à l’actuel numéro de série « 020I ».